# Tony Schultze
Tony Schultze (griechisch Τόνυ Σούλτσε, * 1880 in Amsterdam; † 1954 in Athen) war ein niederländischer Violinist und Geigenlehrer.
Schultze studierte am Koninklijk Conservatorium in Brüssel als Schüler von César Thomson und lehrte als Dozent ab 1905 am privaten Konservatorium Lot, das von Lina von Lottner in Athen geführt wurde. 1910 wurde er vom Athener Konservatorium abgeworben. 1919 bekam er eine Professur am Griechischen Konservatorium. 
Schultze war auch als Solist sehr erfolgreich. Durch ihn gelang der Kammermusik in Griechenland der Durchbruch.
Zu seinen Schülern gehörten der spätere Dirigent Antiochos Evangelatos und der Komponist Nikos Skalkottas.

## Quelle
- Τάκης Καλογερόπουλος, Λεξικό της Ελληνικής μουσικής, εκδόσεις Γιαλλελή, 2001
- griech. Musipedia

| Personendaten    | Personendaten              |
| ---------------- | -------------------------- |
| NAME             | Schultze, Tony             |
| KURZBESCHREIBUNG | niederländischer Violinist |
| GEBURTSDATUM     | 1880                       |
| GEBURTSORT       | Amsterdam                  |
| STERBEDATUM      | 1954                       |
| STERBEORT        | Athen                      |